# Kelig
Jezioro Kelig – niewielkie jezioro, położone na obszarze Pojezierza Wschodniosuwalskiego, w granicach wsi Berżniki.
Jezioro Kelig ma powierzchnię około 11,6 ha, maksymalna głębokość wynosi około 7 m. Znajduje się na wysokości około 125 m n.p.m.. Zasilane jest przez rzeczkę wypływającą z oddalonego o około 1 km jeziora Gajlik, wpadającą następnie do rzeki Kunisianki. 
Na niewielkim wzniesieniu przy wschodnim brzegu jeziora znajduje się zabytkowy drewniany kościół Wniebowzięcia Najświętszej Maryi Panny w Berżnikach z I połowy XIX wieku.